# Шессон, Клод
Клод Шессон (фр. Claude Cheysson; 13 апреля 1920, Париж — 15 октября 2012) — французский политический деятель, социалист, министр иностранных дел Франции в кабинете Пьера Моруа с 22 мая 1981 по 7 декабря 1984.

## Биография
Клод Шессон родился 13 апреля в 1920 году. Его дедом был Эмиль Шессон.
Клод окончил педагогический институт и Национальную школу администрации.
Участник движения французского Сопротивления, воевал у генерала Леклерка. За военные заслуги награждён орденом Почётного легиона.
Поступил на службу в министерство иностранных дел Франции и в 1948—1952 годах был главой бюро Службы связи в генеральном комиссариате по делам Германии. Являлся дипломатическим советником председателя правительства Французского Индокитая в 1952 г., заместителем руководителя, затем руководителем кабинета премьер-министра Пьера Мендес-Франса с 1954 по 1955 г., советником кабинета госсекретаря по делам Марокко и Туниса А. Савари в 1956 г. и генеральным секретарем Комиссии по вопросам технического сотрудничества в Африке с 1957 по 1962 г. В 1962 по 1965 г. — генеральный директор управления по делам Сахары, в 1966 г. генеральный директор управления по вопросам промышленного сотрудничества.
В 1966—1969 гг. — посол в Индонезии. В 1970—1973 гг. — генеральный директор Горно-химического Общества и генеральный директор компании по производству калийных удобрений в Конго.
В 1973 г. — назначен французским европейским комиссаром. На этом посту вплоть до 1977 г. отвечал за политику развития, сотрудничество, бюджеты, и финансовый контроль. Считается одним из самых значительных авторов Ломейской конвенции 1975 года. С 1978 г. комиссар ЕЭС по вопросам отношений с развивающимися странами.
22 мая 1981 — 7 декабря 1984 г. — министр иностранных дел Франции в правительстве Пьера Моруа. Являлся автором выступления президента Франции Франсуа Миттерана в немецком бундестаге, в котором он призвал к активной реализации программы «Двойного решения НАТО». В 1985—1989 гг. — европейский комиссар в Комиссии Делора по вопросам средиземноморской политики и по развитию интеграции между Севером и Югом.
В 1989—1994 гг. — член Европарламента.